# Диаби, Сулейман
Сулейма́н Диаби́ (фр. Souleymane Diaby; 10 сентября 1987, Далоа, Кот-д’Ивуар) — ивуарийский футболист, нападающий.

## Биография

### Клубная карьера
Начал карьеру на родине в Кот-д’Ивуаре, где выступал за такие клубы как: «Стелла д’Аджаме», «Сабе Спортс» и «Африка Спортс».
Зимой 2008 года прошёл просмотр в «Крымтеплице» из Молодёжного, которая проходила сбор в Турции и вскоре подписал контракт с клубом. В команде он стал первым легионером и первым игроком из Кот-д’Ивуара в Первой лиге Украины. В Первой лиге дебютировал 28 марта 2008 года в выездном матче против иванофранковского «Прикарпатья» (2:2), Михаил Дунец выпустил Диаби на поле в начале второго тайма вместо Виталия Прокопченко. Первый гол за «Крымтеплицу» он забил 13 апреля 2008 года в домашнем матче против киевской «Оболони» (2:1), Диаби забил гол на 56 минуте в ворота Артёма Штанько. По ходу сезона 2007/08 он забил ещё 2 гола в ворота «Львова» и ЦСКА, а сыграл он всего 13 матчей.
В июне 2008 года побывал на просмотре во львовских «Карпатах». Он сыграл в товарищеском матче против харьковского «Металлиста» (2:1), Диаби вышел на 57 минуте вместо Максима Фещука. В итоге с «Карпатами» он контракт не подписал, одной из причин не подписи контракта стала рабочая виза которая у Сулеймана закончилась. В июле 2008 года появилась информация о том, что Диаби может перейти в черниговскую «Десну».
В январе 2009 года вновь побывал на просмотре в «Карпатах», на сборах в Турции. Диаби в составе «Карпат» провёл 3 товарищеских игры, в матчах против «Томи» (1:2) и лиепайского «Металлурга» (5:0) он забил по голу, также он сыграл в матче против «Войводины» (2:2). Контракт с львовнами он вновь не подписал из-за проблем с трудоустройством. В феврале 2009 года вместе с «Крымтеплицей» стал бронзовым призёром Кубка Крымтеплицы и лучшим бомбардиром турнира.
Всего в сезоне 2008/09 он забил 9 мячей в 28 матчах в Первой лиге и стал лучшим бомбардиром своей команды в турнире. В Кубке Украины он провёл 2 матча и забил 1 гол (в ворота «Прикарпатья»). В июне 2009 года в рамках опроса официального сайта «Крымтеплицы» на звание лучшего футболиста десятилетия клуба Диаби занял 5 место. В июле 2009 года президент «Крымтеплицы» Александр Васильев заявил, что Диаби интересуются клубы из Франции, по некоторой информации это: «Гавр», «Лилль» и «Ренн», а также и донецкий «Металлург».
В феврале 2010 года вместе с командой стал победителем Кубка Крымтеплицы. В сезоне 2009/10 он провёл 24 игры и забил 11 голов в первенстве и стал вторым бомбардиром команды после Сергея Кучеренко, который забил 19 мячей. В кубке он сыграл 3 игры и забил 1 мяч (в ворота «Бастиона»).
Мяч забитый Диаби 24 июля 2010 года в матче с армянском «Титане» был признан лучшим голом «Крымтеплицы» в июле 2010 года. В августе того же года появилась информация об интересе к Сулейману Диаби со стороны испанского клуба «Реал Мадрид». Виофрагменты игры Диаби смотрел главный тренер «Реала» Жозе Моуринью и высоко оценил его способности. Также стало известно, что на матч 9 августа «Крымтеплицы» и «Львова» прибудут скауты из «Реала». В итоге матч закончился поражением тепличников со счётом (0:1), а Диаби отыграл на поле 70 минут, но хорошей игры не показал. Позже информацию об интересе «Реала» к Диаби называли пиар-акцией.
В первой половине сезона 2010/11 Диаби потерял место в основном составе, сыграв всего в 18 матчей и забил 1 мяч в Первой лиге, в кубке он провёл 2 матча. В 2011 году Диаби покинул расположение команды. Одной из причин которая мешала ему закрепится в составе команды был языковой барьер.
Всего за «Крымтеплицу» в Первой лиге он провёл 83 матча и забил 24 мяча, в Кубке Украины он сыграл в 7 играх, в которых он забил 2 мяча. Диаби в составе «Крымтеплицы» долгое время был любимцем местных болельщиков и одним из самых заметных игроков Первой лиги Украины.
Позже выступал за клуб пятого по силе дивизиона Франции «Гранвиль». Летом 2011 года перешёл в венгерский «Гонвед» из Будапешта. В команде он взял 22 номер. В чемпионате Венгрии дебютировал 1 октября 2011 года в домашнем матче против «Пакша» (2:3), Диаби вышел на 70 минуте вместо Эрве Тчами.

### Карьера в сборной
В составе молодёжной сборной Кот-д’Ивуара до 21 года провёл 4 матча и забил 1 гол.

## Личная жизнь
По вероисповеданию — мусульманин. Александр Васильев характеризовал Сулеймана как очень чувствительного человека.